# Präsidentschaftswahl in der Zentralafrikanischen Republik 2015/16
Die erste Runde der Präsidentschaftswahlen in der Zentralafrikanischen Republik 2015/16 fand am 30. Dezember 2015 statt. Die zweite Runde, die Stichwahl zwischen Anicet Georges Dologuélé und Faustin-Archange Touadéra, wurde am 14. Februar 2016 durchgeführt. Faustin-Archange Touadéra konnte die Stichwahl für sich entscheiden und wurde am 30. März 2016 als Präsident der Zentralafrikanischen Republik vereidigt.

## Erste Runde
Die erste Runde der Präsidentschaftswahlen fand am 30. Dezember 2015 statt. Das Übergangsverfassungsgericht (La Cour Constitutionnelle de Transition) gab das Endergebnis am 25. Januar 2016 bekannt.
| Kandidat                         | Stimmen   | %      |
| -------------------------------- | --------- | ------ |
| Anicet Georges Dologuélé         | 268.952   | 23,740 |
| Faustin-Archange Touadéra        | 215.800   | 19,050 |
| Désiré Bilal Zanga Kolingba      | 136.398   | 12,040 |
| Martin Ziguélé                   | 129.474   | 11,430 |
| Jean-Serge Bokassa               | 68.705    | 6,060  |
| Charles Armel Doubane            | 41.095    | 3,630  |
| Jean Michel Mandaba              | 35.458    | 3,130  |
| Sylvain Eugène Patassé Ngakoutou | 37.261    | 2,760  |
| Abdou Karim Meckassoua           | 31.052    | 2,740  |
| Gaston Mandata Nguérékata        | 22.391    | 1,980  |
| Jean Barkès Ngombé Ketté         | 18.949    | 1,670  |
| Timoléon Mbaïkoua                | 17.195    | 1,520  |
| Fidèle Gouandjika                | 15.356    | 1,360  |
| Théodore Kapou                   | 13.295    | 1,170  |
| Marcel Dimassé                   | 8.791     | 0,780  |
| Guy Roger Moskit                 | 8.712     | 0,770  |
| Jean Willibiro Sacko             | 8.535     | 0,750  |
| Emile Raymond Gros Nakombo       | 8.001     | 0,710  |
| Régina Konzi Mongo               | 6.684     | 0,590  |
| Xavier Sylvestre Yangongo        | 6.512     | 0,575  |
| Cyriaque Gonda                   | 6.440     | 0,560  |
| Laurent Gomina Pampali           | 5.834     | 0,510  |
| Constant Ngouyongbia Kongba Zézé | 5.560     | 0,492  |
| Joseph Yakité                    | 5.547     | 0,491  |
| Mathias Barthélémy Morouba       | 5.156     | 0,460  |
| Théophile Sony Colé              | 3.784     | 0,330  |
| Ange Maxime Kazagui              | 2.886     | 0,250  |
| Jean Baptiste Koba               | 2.010     | 0,180  |
| Stanislas Moussa Kémbé           | 1.706     | 0,150  |
| Emmanuel Olivier Gabirault       | 1.347     | 0,120  |
| Gültige Stimmen                  | 1.132.886 | 100,00 |
| Ungültige Stimmen                | 89.370    |        |
| Stimmen insgesamt                | 1.222.256 |        |
| Registrierte Wähler              | 1.954.433 |        |

## Stichwahl
Die Stichwahl zwischen Anicet Georges Dologuélé und Faustin-Archange Touadéra fand am 14. Februar 2016 statt. Touadéra setzte sich mit 62,71 % durch. Er trat das Amt am 30. März 2016 an.